# Maleinsyraanhydrid
Maleinsyraanhydrid är en organisk förening med formeln C2H2(CO)2O. Det är en syraanhydrid av maleinsyra. Det är ett färglöst eller vitt fast ämne med en skarp lukt. Den tillverkas industriellt i stor skala för applikationer i beläggningar och polymerer.

## Framställning
Maleinsyraanhydrid framställs genom ångfasoxidation av n-butan. Den övergripande processen omvandlar metylgrupperna till karboxylat och dehydrerar ryggraden. Selektiviteten i processen återspeglar robustheten hos maleinsyraanhydrid, med dess konjugerade dubbelbindningssystem. Traditionellt framställdes maleinsyraanhydrid genom oxidation av bensen eller andra aromatiska föreningar. Sedan 2006 fortsätter endast ett fåtal mindre anläggningar att använda bensen.
I båda fallen matas bensen och butan in i en ström av varm luft, och blandningen leds genom en katalysatorbädd vid hög temperatur. Förhållandet mellan luft och kolväte kontrolleras för att förhindra att blandningen antänds. Vanadinpentoxid och molybdentrioxid är de katalysatorer som används för bensenvägen, medan vanadinfosfat används för butanvägen:
C4H10  + 3.5 O2  →   C4H2O3  +  4 H2O     ∆H = −1 236 kJ/mol
Den huvudsakliga konkurrerande processen innebär full förbränning av butanen, en omvandling som är dubbelt så exoterm som den partiella oxidationen.
Den traditionella metoden med bensen blev oekonomisk på grund av de höga och fortfarande stigande bensenpriserna och genom att följa reglerna för bensenutsläpp. Vid produktionen av maleinsyraanhydrid (4 C-atomer) går dessutom en tredjedel av de ursprungliga kolatomerna förlorade som koldioxid vid användning av bensen (6 kolatomer). De moderna katalytiska processerna utgår från en 4-kolmolekyl och binder bara syre och tar bort vatten medan 4-C-baskroppen av molekylen förblir intakt. Sammantaget är den nyare metoden därför mer materialeffektiv.

## Reaktioner
Kemin hos maleinsyraanhydrid är mycket rik, vilket återspeglar dess lättillgänglighet och bifunktionella reaktivitet. Det hydrolyserar och producerar maleinsyra, cis-HOOC–CH=CH–COOH. Med alkoholer genereras halvester, till exempel cis-HOOC–CH=CH–COOCH3.
Maleinsyraanhydrid är ett klassiskt substrat för Diels-Alder-reaktioner. Det användes för arbete 1928, på reaktionen mellan maleinsyraanhydrid och 1,3-butadien, för vilket Otto Paul Hermann Diels och Kurt Alder tilldelades Nobelpriset i kemi 1950. Det är genom denna reaktion som maleinsyraanhydrid omvandlas till många bekämpningsmedel och läkemedel. Deras patent från 1928 gav också många andra exempel på reaktioner som involverade maleinsyraanhydrid, såsom reaktionen med cyklopentadien för att bilda nadicanhydrid.
Michael-reaktion av maleinsyraanhydrid med aktiva metylen- eller metinföreningar såsom malonat- eller acetoacetatestrar i närvaro av natriumacetatkatalysator. Dessa intermediärer användes därefter för genereringen av Krebs-cykelns intermediärer akonitiska och isocitriska syror.
Maleinsyraanhydrid dimeriseras i en fotokemisk reaktion för att bilda cyklobutantetrakarboxylsyradianhydrid (CBTA). Denna förening används vid framställning av polyimider och som en inriktningsfilm för skärmar av flytande kristall.
Det är också en ligand för lågvalenta metallkomplex, till exempel Pt(PPh3)2(MA) och Fe(CO)4(MA).
På grund av sin cykel av 4 π elektroner i en uppsättning av 5 atomer med p-orbitaler, ansågs maleinsyraanhydrid länge uppvisa antiaromaticitet. En termokemisk studie drog dock slutsatsen att endast 8 kJ/mol destabiliseringsenergi kan tillskrivas denna effekt, vilket gör den i bästa fall svagt antiaromatisk.

## Användning

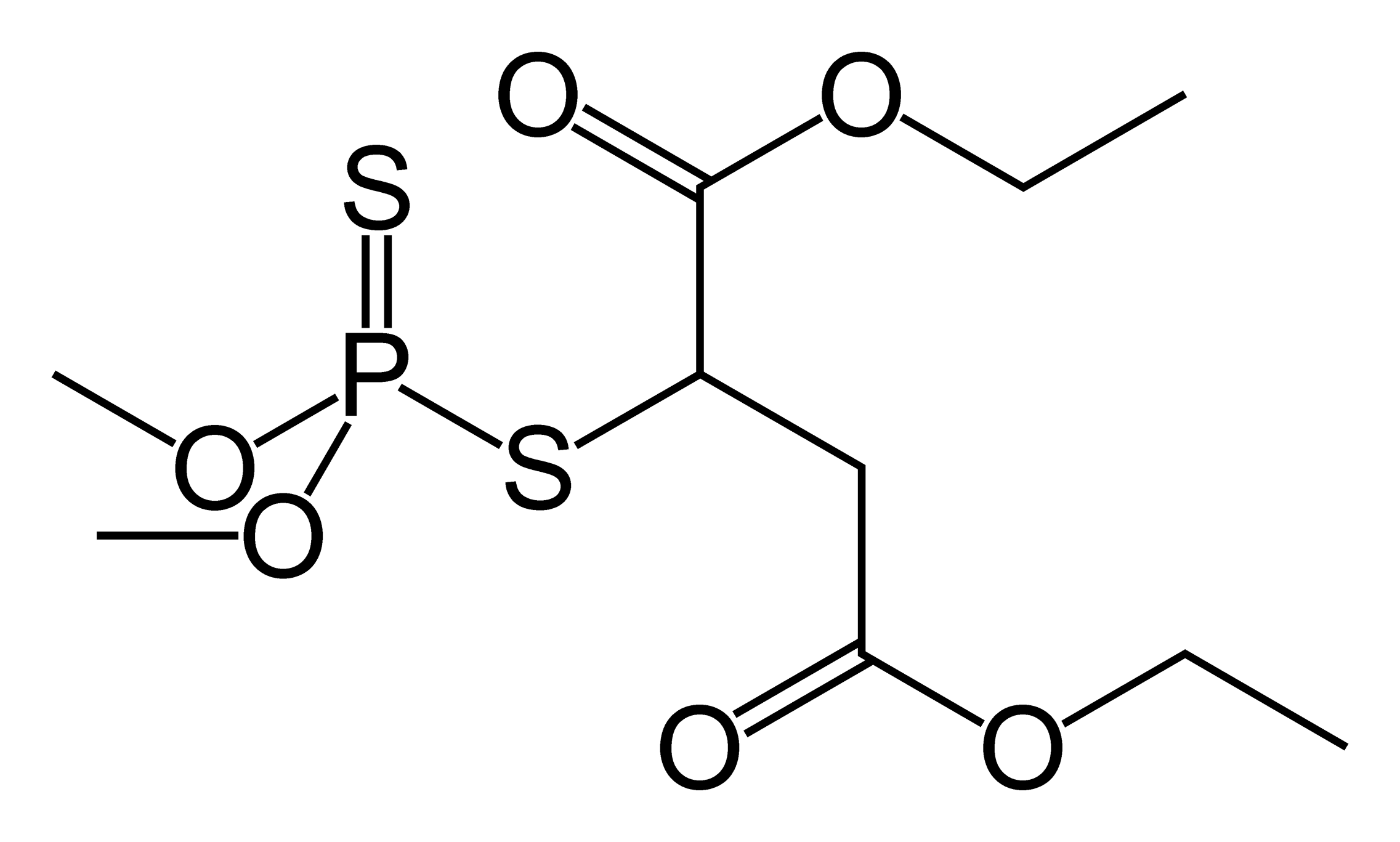
Malation är en populär insekticid som härrör från maleinsyraanhydrid
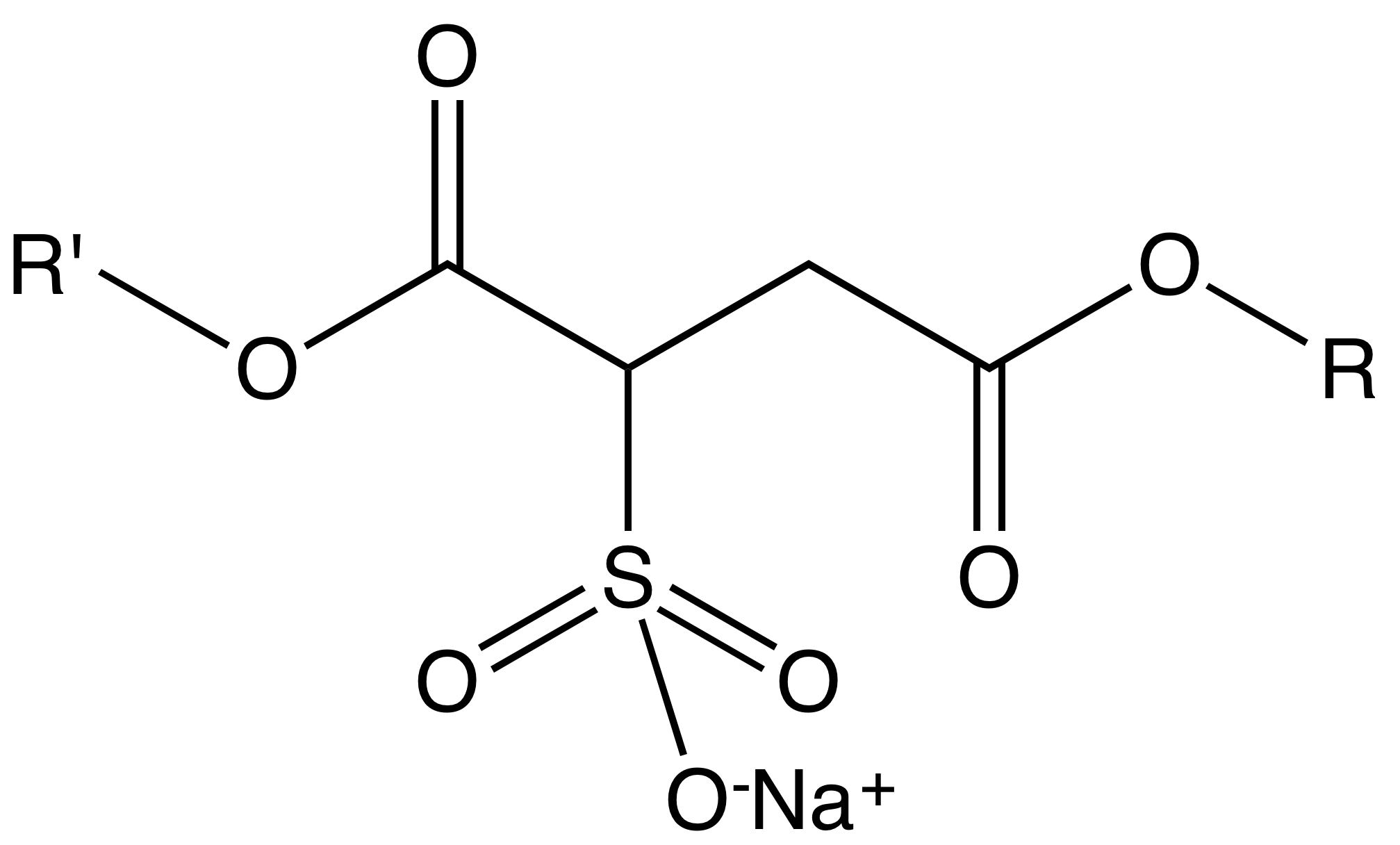
Natriumsulfosuccinatestrar, vanlig klass av ytaktiva ämnen som härrör från maleinsyraanhydrid
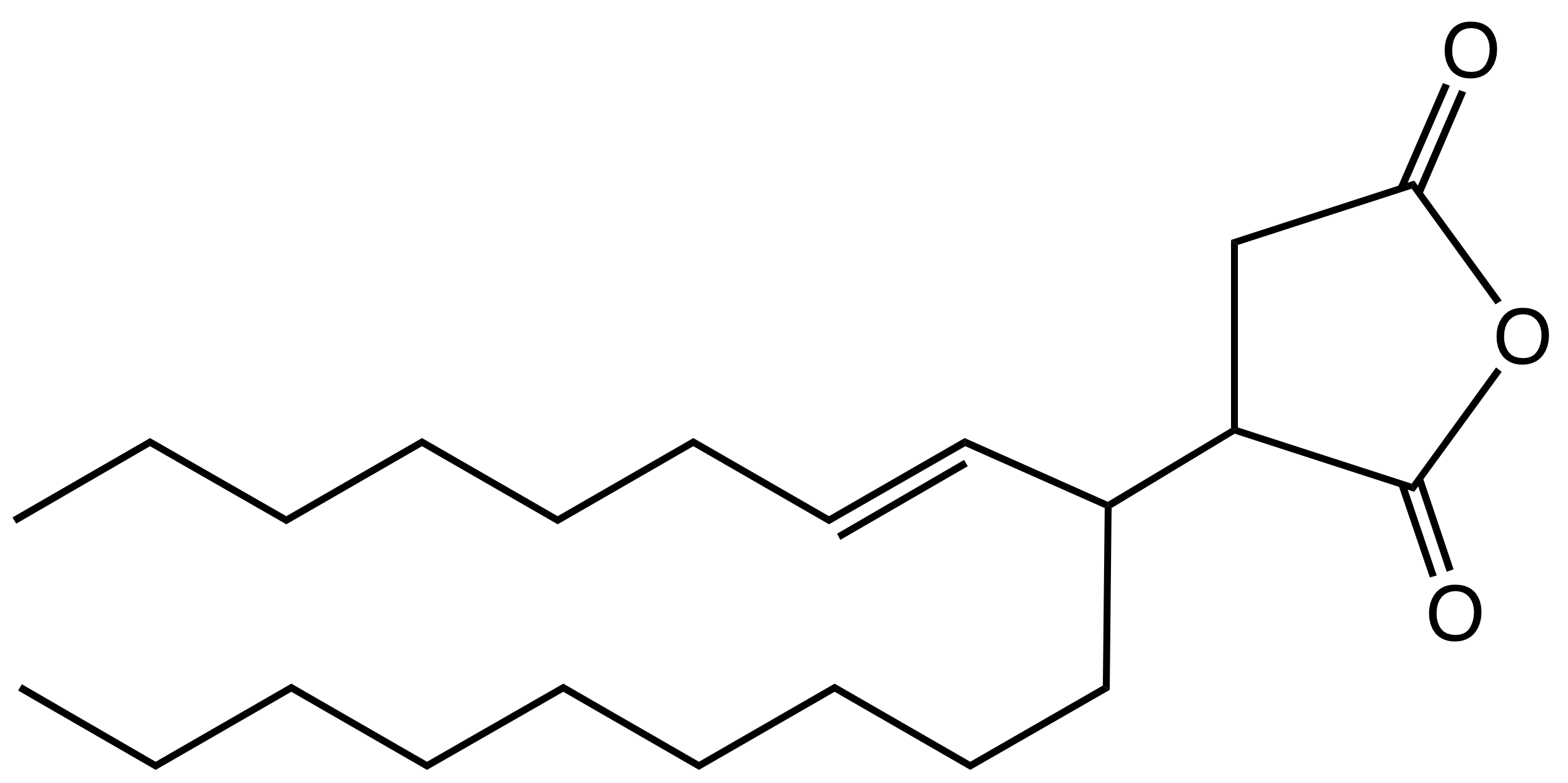
Alkenylbärnstenssyraanhydrider, som härrör från maleinsyraanhydrid, används i stor utsträckning vid papperstillverkning
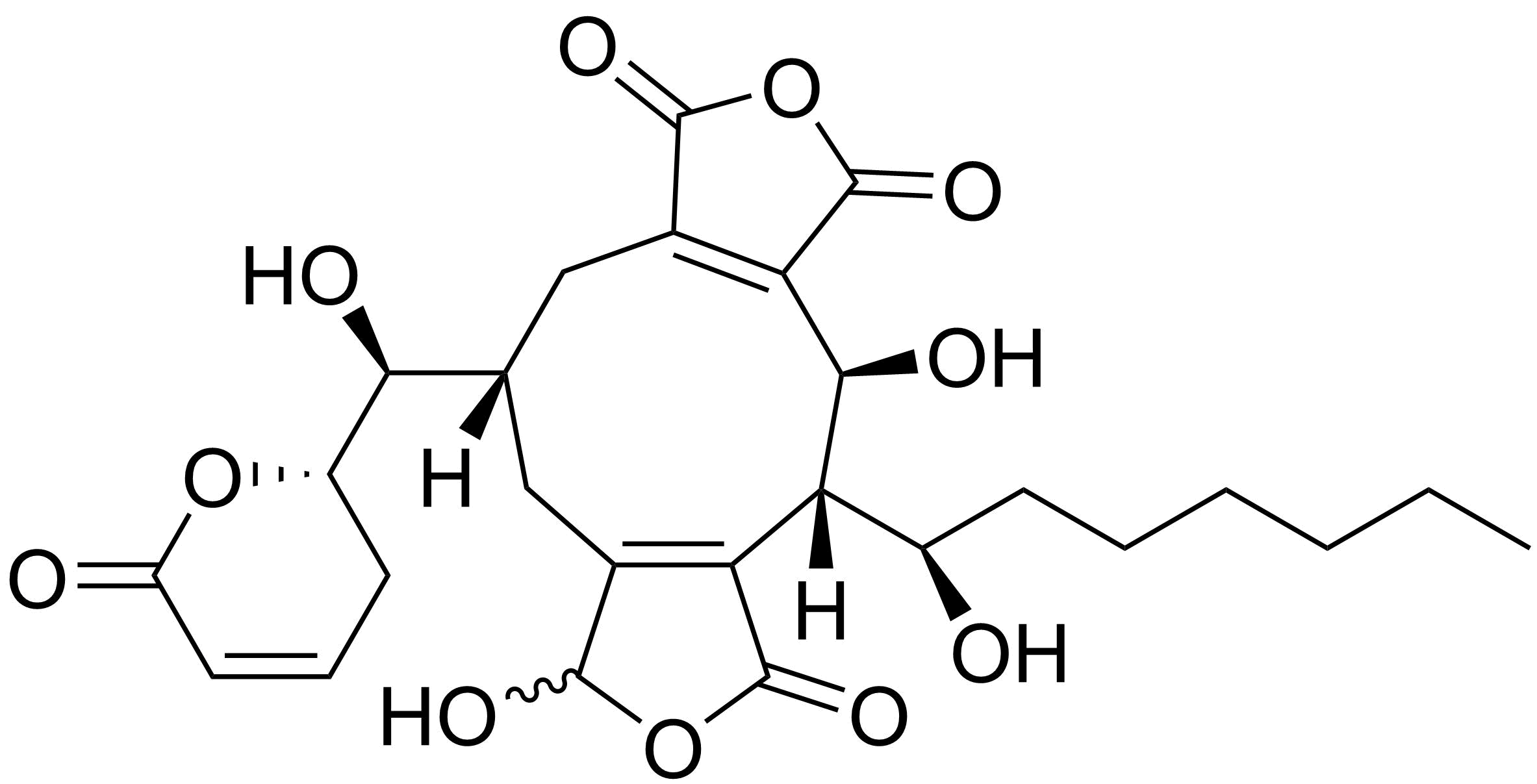
Rubratoxin A är en av många naturliga produkter som innehåller en maleinsyraanhydridliknande underenhet.

Maleinsyraanhydrid har många tillämpningar.

### Plaster och hartser
Omkring 50 procent av världens maleinsyraanhydridproduktion används vid tillverkning av omättade polyesterhartser (UPR). Hackade glasfibrer läggs till UPR för att producera glasfiberarmerad plast som används i ett brett spektrum av applikationer som fritidsbåtar, badrumsinredningar, bilar, tankar och rör.
Maleinsyraanhydrid hydreras till 1,4-butandiol (BDO), som används vid tillverkning av termoplastiska polyuretaner, elastan/Spandexfibrer, polybutylentereftalat (PBT) hartser och många andra produkter.

### Härdare
Diels-Alder-reaktion av maleinsyraanhydrid och butadien och isopren ger respektive tetrahydroftalsyraanhydrider som kan hydreras till motsvarande hexahydroftalsyraanhydrider. Dessa ämnen används som härdare i epoxihartser. En annan marknad för maleinsyraanhydrid är smörjoljetillsatser, som används i vevhusoljor för bensin- och dieselmotorer som dispergeringsmedel och korrosionsinhibitorer. Förändringar i smörjmedelsspecifikationer och effektivare motorer har haft en minskande effekt på efterfrågan på smörjoljetillsatser, vilket ger platta tillväxtutsikter för maleinsyraanhydrid i denna applikation.

### Annat
Ett antal mindre tillämpningar finns för maleinsyraanhydrid. Personliga vårdprodukter som konsumerar maleinsyraanhydrid är hårsprayer, lim och golvpolish. Maleinsyraanhydrid är också en råvara till föreningar som används för rengöringsmedel för vattenbehandling, insekticider och fungicider, läkemedel och andra sampolymerer.
Maleinsyraanhydridgruppen förekommer i flera naturliga produkter, av vilka några visar lovande terapeutisk eller pesticid aktivitet.

## Effekter på människors hälsa och miljön
Maleinsyraanhydrid utgör en relativt låg risk för miljön, en viktig egenskap för vissa applikationer. Hos människor kan exponering för maleinsyraanhydrid orsaka irritation i luftvägarna, ögonen, exponerad slemhinna och hud. Maleinsyraanhydrid är också en hud- och andningssensibilisator.
Maleinsyraanhydrid är en kemikalie med låg riskprofil. Maleinsyraanhydrid hydrolyseras snabbt för att bilda maleinsyra i närvaro av vatten och därför är miljöexponering för maleinsyraanhydrid i sig osannolik. Maleinsyra är biologiskt nedbrytbar under aeroba förhållanden i avloppsslam samt i jord och vatten.